# Molekularstrahl
Ein Molekularstrahl oder Molekülstrahl (englisch molecular beam, MB) ist ein gerichteter Materiestrahl aus Molekülen. Molekularstrahlen finden vielfältige Anwendungen in der Atom-, Molekül-, Cluster- und Oberflächenphysik, in der Oberflächenchemie sowie in der physikalischen Chemie. Eine technisch relevante Anwendung ist die Molekularstrahlepitaxie.
Die Methode wurde 1911 von Louis Dunoyer de Segonzac und ab 1919 von Otto Stern entwickelt, der unter anderem dafür den Nobelpreis erhielt.

## Erzeugung
Zur Erzeugung von Molekularstrahlen gibt es verschiedene Methoden, die einen starken Einfluss auf die Geschwindigkeit, die Temperatur, die Dichte und die Divergenz des Molekularstrahls haben.

### Effusivquelle
Bei diesem (auch als Knudsen-Zelle bezeichneten) Aufbau wird ein Gas aus einem Reservoir durch eine kleine Öffnung in eine Vakuumkammer expandiert. Der Düsendurchmesser ist bei dieser Methode viel kleiner als die mittlere freie Weglänge der Moleküle (Knudsen-Zahl größer 1), sodass der Austritt von Molekülen nicht den Zustand des Gases vor der Öffnung beeinflusst. Die Geschwindigkeitsverteilung und die Energieverteilung der internen Freiheitsgrade (Schwingungen, Rotation) der ausgetretenen Moleküle entsprechen der Maxwell-Boltzmann-Verteilung des Gases im Reservoir. Sie hängen also nur von der Molekülmasse und der Temperatur des Gases ab. Die mittlere Geschwindigkeit kleiner Moleküle liegt bei Raumtemperatur im Bereich einiger hundert Meter pro Sekunde.
Der so entstandene Molekularstrahl wird gelegentlich als effusiver Strahl oder Knudsenstrahl bezeichnet. Wird ein Strahl mit einer schmaleren Geschwindigkeitsverteilung als der Maxwell-Boltzmann-Verteilung benötigt, können Moleküle mit der gewünschten Geschwindigkeitsverteilung durch Einsatz eines Geschwindigkeitsselektors aus dem Effusivstrahl herausgefiltert werden.

### Düsenstrahlmethode
Ähnlich wie bei der Effusivquelle wird auch bei der Düsenstrahlmethode ein Gas aus einem Reservoir in eine Vakuumkammer expandiert, jedoch herrschen bei Verwendung eines hinreichend hohen Drucks qualitativ andere Expansionsbedingungen: Die mittlere freie Weglänge der Gasmoleküle muss viel kleiner als der Düsendurchmesser sein, damit die ungerichtete thermische Bewegung der Moleküle durch Stöße untereinander in eine gerichtete Bewegung umgewandelt werden kann. Hierbei
gleichen sich die Axialgeschwindigkeiten der Moleküle in der Expansionszone der Düse aneinander an, es erfolgt eine adiabatische Abkühlung aller Freiheitsgrade der Moleküle. Die kinetische Energie der Moleküle wird fast vollständig in Translationsenergie umgewandelt, es entsteht ein Düsenstrahl aus Molekülen mit einer sehr niederen Temperatur der internen Freiheitsgrade (Rotation, Vibration).
Sowohl die Geschwindigkeit als auch die Temperatur des Strahls hängen vom Druck im Reservoir und von der Temperatur der Düse ab. Die erreichbare Temperatur ist nach unten durch die Bildung von Clustern und die damit verbundene Freisetzung von Kondensationsenthalpie begrenzt. Die Clusterbildung lässt sich unterdrücken durch Beimischung eines Edelgases (seeded beam). Bei hinreichend geringer Konzentration der Moleküle sind die Strahleigenschaften durch das Trägergas bestimmt. Mit leichten Trägergasen lassen sich hohe Geschwindigkeiten erreichen (Beispiel: Helium mit {\displaystyle v\approx 1800\ {\text{m/s}}} bei Raumtemperatur), für niedere Geschwindigkeiten wird ein schweres Trägergas wie z. B. Xenon verwendet ({\displaystyle v\approx 330\ {\text{m/s}}}).
Ein hinter der Düse angebrachter Strahlabschäler (englisch: skimmer) und eine geeignete Anordnung von Blenden ermöglichen die Ausbildung eines kollimierten Strahlprofils. Damit die Qualität des Düsenstrahls nicht durch Stöße mit Restgas beeinträchtigt wird, muss in der Vakuumkammer ein Druck kleiner {\displaystyle 10^{-3}\ {\text{mbar}}} aufrechterhalten werden, was den Einsatz mindestens einer Vakuumpumpe mit hohem Saugvermögen erfordert. Eine geeignete Formgebung der Düse vermindert den Öffnungswinkel des Strahls und damit die notwendige Saugleistung.

## Anwendungen
Ein großes Anwendungsgebiet von Molekularstrahlen sind Streuexperimente, bei welchen die Strahlen an gasförmigen, flüssigen oder festen Targets gestreut werden.
Bei der Molekularstrahl-Methode werden Molekular- oder Atomstrahlen über Kreuz angeordnet. Bei der Kollision der Moleküle können diese miteinander chemisch reagieren, weiterhin können An- oder Abregungsprozesse von Schwingungen und Rotationsbewegungen stattfinden. Durch Untersuchung der Geschwindigkeitsverteilungen, der chemischen Zusammensetzung und der internen Anregungen der gestreuten Teilchen können vielfältige Informationen über die intermolekularen Wechselwirkungen und über die Reaktionsprozesse der beteiligten Moleküle gewonnen werden.
In analoger Form können Molekularstrahlen an Grenzflächen von Feststoffen oder Flüssigkeiten gestreut werden.
Ein weiteres Anwendungsgebiet ist die Molekularstrahlepitaxie zur Abscheidung von dünnen Schichten auf Oberflächen.